# Orthocladius mixtus
Orthocladius mixtus är en tvåvingeart som först beskrevs av Holmgren 1869.  Orthocladius mixtus ingår i släktet Orthocladius, och familjen fjädermyggor. Det är osäkert om arten förekommer i Sverige.